# Ремонт Воды
Ремонт воды — киевская рок-группа. С начала 90х существовала как любительский проект, и название «Ремонт воды» было дано группе только в 2001 году. Состав, сложившийся к тому времени, до сих пор остаётся неизменным. Лидером группы является эксцентричный украинский миллионер Владимир Костельман, президент компании «Fozzy Group», в которую входят супермаркеты «Сільпо», оптовые гипермаркеты «Fozzy», магазины у дома «Фора» и «Буми», аптеки, Нежинский консервный завод, птицефабрика «Варто» и несколько киевских ресторанов.

## Творчество
Творчество группы вызывает неоднозначные оценки. С одной стороны в узких творческих кругах музыканты признаны и популярны, а с другой стороны широкой массовой известности они не имеют, так как СМИ зачастую называют их творчество неформатным. Например, на музыкальные каналы попал только один из клипов группы, на песню «Свобода».
Авторство текстов, музыки и сценариев клипов принадлежит самим музыкантам. Режиссёром же клипов бессменно выступает Андрей Новосёлов.
Первый альбом «Восьмой нечётный» вышел в 2004 году вместе с видео на песню «Подружка», входящую в него. Клип сразу же был внесен в чёрный список всех развлекательных каналов как неформатный. После этого в том же году были сняты ещё два клипа на песни из этого альбома: «Циферблат» и «Свобода». «Циферблат» повторил судьбу первого клипа, а клип на песню «Свобода» ненадолго попал в ротацию музыкальных телеканалов и стал единственным клипом группы, попавшим на телеэкраны.

## Презентация клипа «Подружка»
Одним из проявлений эксцентричности музыкантов стала презентация их первого клипа на песню «Подружка». Журналисты музыкальных СМИ получили приглашения на презентацию в ресторан «Семирамис». Официальное начало было запланировано на восемь часов вечера, но и после двухчасового опоздания музыканты так и не появились. Вместо них к ресторану подъехал кортеж, состоящий из двух микроавтобусов в сопровождении милицейского автомобиля. Окна микроавтобусов были затянуты чёрной светонепроницаемой плёнкой. Журналистов на этих микроавтобусах в сопровождении милиции вывезли из ресторана. По окончании поездки журналисты попали в большой зал, в котором на экране 6х4 м им был наконец-то показан клип.
Героиней клипа стала девочка, болезнью прикованная к инвалидному креслу. Несмотря на трудности, она не перестаёт радоваться жизни. После окончания клипа на экране появилось слайдшоу из фотографий, сделанных этим вечером в ресторане «Семирамис», на которых журналисты увидели себя в роскошной обстановке ресторана. Контраст с клипом был огромен. После этого клип был показан ещё раз.
По окончании мероприятия журналистов ждали такси. Всем, кто хотел задать вопросы, на улице актёр в костюме чёрта раздавал пресс-релизы, на которых был написан только адрес официального сайта группы и диски с записью клипа «Подружка». Раздачу актёр в костюме сопровождал выкриками «Такси оплачено! Убирайтесь все прочь! Вы мне надоели!». Самих музыкантов на презентации журналисты так и не увидели.

## Дискография
- 2004 — «#8 нечётный»[5]
- 2005 — «#7 предыдущий»[6]
- 2007 — «#6 перевёрнутый»
- 2010 — «#5 Выбросил клюшку Н. Х. от Р. Х.»
- 2013 — «#4 Межгалактический коэффициент мистера Эриуса»
- 2015 — «#3 Я — молодец!»
- 2016  — «#2 1987»
- 2020  — «#1 Лето вапоретто»